# Castle Rock (Le Cap)
Pour les articles homonymes, voir Castle Rock.
Castle Rock est un secteur côtier d'Afrique du Sud géré par la métropole du Cap, comprenant deux promontoires rocheux (Millers Point et Castle Rock), un site de camping et de restauration, des cottages et des plages. Castle Rock est situé sur le versant ouest de False Bay dans la péninsule du Cap. 

## Localisation
Castle Rock est situé au sud de Simonstown et au nord de Smitswinkelbaai. 

## Démographie
Selon le recensement de 2011, 5 595 personnes sont enregistrées comme résidentes à Castle Rock dont 49,53 % seraient issus de la communauté noire, 46,31 % seraient Coloureds et 2,84 % seraient issus de la communauté blanche. 
Les langues maternelles dominantes seraient l'anglais sud-africain (75,20 %) et l'afrikaans (22,22 %).
Castle Rock ne compte cependant qu'une petite trentaine d'habitations.

## Politique
Castle Rock est situé dans le 19e arrondissement (sub council 19) dans la circonscription municipale no 61 (Cape Farms-District H - Sud de Fish Hoek, Capri et d'Ocean View - Misty Cliffs - Scarborough - Smitswinkelbaai - quartiers sud-ouest de Simon's Town et de Glencairn - Castle Rock) dont le conseiller municipal est Simon Liell-Cock (DA).

## Tourisme
Castle Rock et Millers Point comptent quelques cottages et une zone touristique comprenant restaurant, terrain de camping et de pique-nique, une piscine naturelle et quelques petites plages.